# Campionati europei di trampolino elastico 1973
I Campionati europei di trampolino elastico 1973 sono stati la 3ª edizione della competizione organizzata dalla Unione Europea di Ginnastica. Si sono svolti a Edimburgo, in Gran Bretagna.

## Medagliere
| Posiz. | Nazione          | Oro | Argento | Bronzo | Totale |
| ------ | ---------------- | --- | ------- | ------ | ------ |
| 1      | Unione Sovietica | 3   | 3       | 1      | 7      |
| 2      | Francia          | 1   | 0       | 1      | 2      |
| 3      | Svizzera         | 0   | 1       | 0      | 1      |
| 4      | Germania Ovest   | 0   | 0       | 1      | 1      |
| 4      | Regno Unito      | 0   | 0       | 1      | 1      |
| Totale | Totale           | 4   | 4       | 4      | 12     |

## Podi
| Evento                  | Oro              | Argento           | Bronzo         |
| Individuale maschile    | Richard Tison    | Nikolai Schmeliov | Sergei Lobanov |
| Individuale femminile   | Olga Starikova   | Ruth Keller       | Wendy Wright   |
| Sincronizzato maschile  | Unione Sovietica | Unione Sovietica  | Francia        |
| Sincronizzato femminile | Unione Sovietica | Unione Sovietica  | Germania Ovest |